# Saint-Martin-de-la-Mer
Saint-Martin-de-la-Mer – miejscowość i gmina we Francji, w regionie Burgundia-Franche-Comté, w departamencie Côte-d’Or.
Według danych na rok 1990 gminę zamieszkiwało 288 osób, a gęstość zaludnienia wynosiła 12 osób/km² (wśród 2044 gmin Burgundii Saint-Martin-de-la-Mer plasuje się na 625. miejscu pod względem liczby ludności, natomiast pod względem powierzchni na miejscu 311.).